# Чинето Романо
Чинето Романо (итал. Cineto Romano) је насеље у Италији у округу Рим, региону Лацио.
Према процени из 2011. у насељу је живело 636 становника. Насеље се налази на надморској висини од 526 м.

## Становништво
Према резултатима пописа становништва 2011. у општини је живело 641 становника.
| 1936. | 1951. | 1961. | 1971. | 1981. | 1991. | 2001. | 2011. |
| ----- | ----- | ----- | ----- | ----- | ----- | ----- | ----- |
| 865   | 814   | 700   | 614   | 570   | 537   | 612   | 641   |